# McLean Peninsula
McLean Peninsula är en halvö i Kanada.   Den ligger i provinsen Ontario, i den sydöstra delen av landet, 400 km väster om huvudstaden Ottawa.
Trakten runt McLean Peninsula är nära nog obefolkad, med mindre än två invånare per kvadratkilometer.